# Lussemburgo ai Giochi della XXXI Olimpiade
Il Lussemburgo ha partecipato ai Giochi della XXXI Olimpiade, che si sono svolti a Rio de Janeiro, Brasile, dal 5 al 21 agosto 2016.

## Atletica
- 800 m maschili - 1 atleta (Charles Grethen)
- 800 m femminili - 1 atleta (Charline Mathias)

## Ciclismo
- Corsa in linea maschile - 1 atleta (Fränk Schleck)
- Corsa in linea femminile - 2 atlete (Chantal Hoffmann, Christine Majerus)
- Cronometro femminile - 1 atleta (Christine Majerus)

## Nuoto
- 100 m dorso maschili - 1 atleta (Laurent Carnol)
- 200 m dorso maschili - 1 atleta (Laurent Carnol)
- 100 m stile libero maschili - 1 atleta (Raphaël Stacchiotti)
- 200 m misti maschili - 1 atleta (Raphaël Stacchiotti)
- 400 m misti maschili - 1 atleta (Raphaël Stacchiotti)
- 50 m stile libero femminili - 1 atleta (Julie Meynen)
- 100 m stile libero femminili - 1 atleta (Julie Meynen)

| Atleta              | Evento      | Batterie | Batterie   | Semifinali      | Semifinali      | Finale          | Finale          |
| Atleta              | Evento      | Tempo    | Classifica | Tempo           | Classifica      | Tempo           | Classifica      |
| ------------------- | ----------- | -------- | ---------- | --------------- | --------------- | --------------- | --------------- |
| Raphaël Stacchiotti | 400 m misti | 4:20"37  | 23ª        | N.D.            | N.D.            | non qualificato | non qualificato |
| Laurent Carnol      | 100 m rana  | 1:00"88  | =27ª       | non qualificato | non qualificato | non qualificato | non qualificato |

## Tennis
- Singolare maschile - 1 atleta (Gilles Müller)

## Tennis tavolo
- Singolo femminile - 1 atleta (Ni Xialian)